# Ember Judit
Ember Judit (Abádszalók, 1935. május 16. – Budapest, 2007. november 17.) Balázs Béla-díjas magyar filmrendező, kiváló művész. Testvére Ember Mária.

## Életpályája
A holokausztot 1944-ben egy véletlen folytán kerülte el, ugyanis bevagonírozásuk után a vasúti szerelvényt nem az Auschwitzba vezető vágányra tolták rá.
1959-ben végzett az ELTE Bölcsészettudományi Karán, magyar-történelem szakon. Ezután 1964–1968 között a Színház- és Filmművészeti Főiskola hallgatója volt, a Film és Televízió főtanszakon. 800 jelentkező közül bekerült abba a 32 tagú TV- és Filmrendező osztályba, ahol Herskó János volt a vezető tanár. 1968-ban kapott filmrendező diplomát. Friss diplomásként a Mafilm Népszerű, Tudományos és Oktatófilm Stúdiójába került, az 1970-es évektől a Magyar Televízióban és a Balázs Béla Stúdióban készítette „tabutörő” filmjeit. 1978-ban Fagyöngyök címmel dokumentum-játékfilmet készített.
Bölcsész műveltsége, ismeretei, pedagógus attitűdjei és a világ dolgai iránti kíváncsisága nem műfajokhoz, hanem témákhoz kötötte. Szinte minden alkotása felér egy társadalomtudományi-művészeti esettanulmánnyal. Sajátos stílust és egyéni módszert teremtett.
Műveiben egyszerre kapott hangsúlyt az izgalmas oknyomozás, valamint a filmjeiben szereplő egyszerű emberekkel való bensőséges, mélyen együttérző kapcsolata. A klasszikus értelemben vett független filmes. Minden alkotása olyan témákról szól, amelyek a politikai, a hatalmi döntéshozók tiltakozását váltották ki az 1970-es évektől szinte napjainkig. Nincs a magyar filmtörténetben még egy rendező, akinek annyi filmjét tiltották volna be, mint Ember Juditét (pl. Színpad 1968, A határozat 1972, Tantörténet 1976, Pócspetri 1982, Hagyd beszélni a Kutruczot! 1985 stb.). A Fekete Doboz alapító tagjai között volt, 1987-ben.
Pócspetri és Menedékjog című filmjeinek dialóglistája könyvben is megjelentek. Életéről és munkásságáról Ember-Lépték címmel jelent meg könyv.
A határozat című filmjét az Amerikai Filmintézet Los Angelesben beválasztotta 'Minden Idők 100 Legjobb Dokumentumfilmje közé.
2008 óta, a Magyar Filmszemle dokumentumfilmes kategória fődíja „Ember Judit-díj” lett. 2010-ben, a Los Angeles-i Magyar Dokumentumfilm Fesztivál keretein belül is létrehozták az Ember Judit-díjat. Bokor Balázs nagykövet, Los Angeles-i főkonzul hangsúlyozta: „A fesztivál 2010-es beindításakor és azóta is folyamatosan azt kívántuk hangsúlyozni, hogy a magyar dokumentumfilm egyik ikonjának, Ember Juditnak emléket kívánunk állítani azzal, hogy róla nevezzük el a fesztivál díját.” 2012 óta, minden évben, a Nemzeti Média- és Hírközlési Hatóság Médiatanácsa „Ember Judit Pályázat” néven háromszakaszos nyílt beadású háromfordulós pályázati eljárást hirdet meg dokumentumfilmek gyártásának támogatására 300 millió forint keretösszegben.

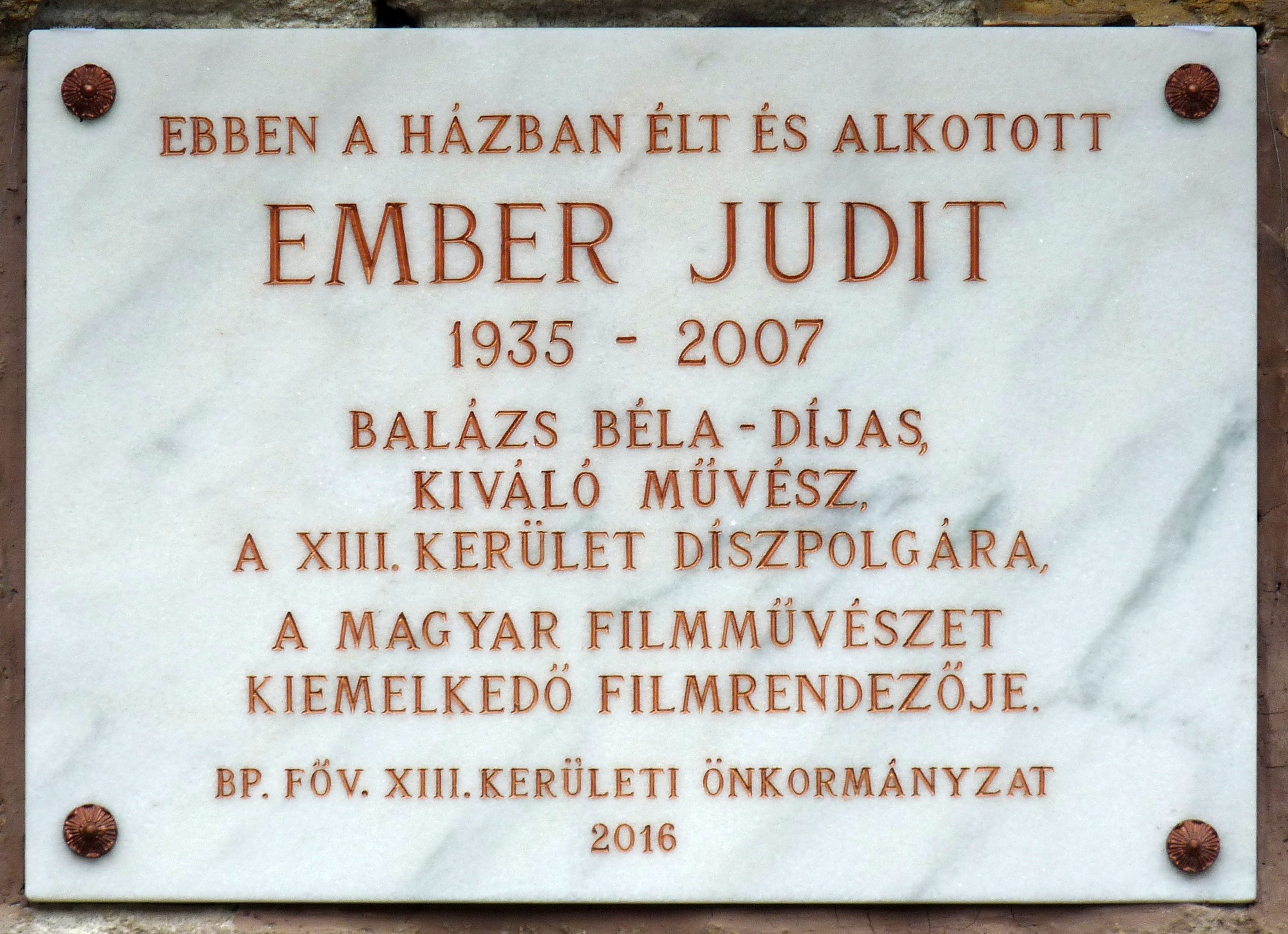
Ember Judit emléktáblája egykori lakhelyén (Budapest XIII. kerület, Karikás Frigyes u. 2/a.)

## Filmjei
- Húsz év múltán (1964)
- Látogatóban (1965)
- Nyáron nyaralok, télen telelek (1966)
- Színpad I–II. (1968)
- Tisztavatás, 1969 (1969)
- Sziget a szárazföldön (1969)
- Vitaklub (1971)
- A határozat (1972)
- Az emlékezet tartóssága (1974)
- Az olcsóját és a jóját (1974)
- Kavaró-Erdőháton (1974)
- Tantörténet (1976)
- „…ijent sose láttam, de nem is csináltam…” (1976)
- Fagyöngyök (1978)
- Pócspetri (1982)
- Pipás Pista és társai (1983)
- Hagyd beszélni a Kutruczot! (1985)
- Menedékjog I-V. (1988)
- Újmagyar siralom (1989)
- A per (1989)
- Dessewffy Gyula tanúvallomása (1989)
- Szellemidézés (1990)
- Civil kurázsi (1990)
- Enyém a vár… (1991)
- Diákparlament (1991)
- Hit-vita (1992)
- „És ne vígy minket a kísértésbe…” (1993)
- A snagovi gyerekek (1986-1997)
- A misszió (1999)
- Angyalföld – Kertváros (2003)
- Hangoskönyv (2006)

## Kötetek
- Menedékjog, 1956. A Nagy Imre-csoport elrablása; Szabad Tér, Bp., 1989
- Pócspetri. A kötet a Pócspetri c. dokumentumfilm dialóglistája; operatőr Mertz Lóránd; Amicus, Bp., 1989

## Díjai, elismerései
- Balázs Béla-díj (1989)
- Magyar Film es TV Kritikusok Dija (1985)
- 21. Magyar Filmszemle dokumentumfilmes díja (1989)
- 21. Magyar Filmszemle szakmai zsűri díja (1989): a Határozat, Pócspetri és Menedékjog cimű filmekért
- Magyar Film- és Tévékritikusok díja (1990)
- Nagy Imre-emlékplakett (1993)
- A Magyar Köztársasági Érdemrend tisztikeresztje (1998)
- A Budapesti XIII. kerület (1999) díszpolgárává avatta.
- A 33. Magyar Játékfilszemle Életmű-díja[6] (2002)
- Televízió és Filmkritikusok Életmű-díja (2004)
- Kiváló művész (2004)
- A határozat című filmjét az Amerikai Filmintézet Los Angelesben beválasztotta Minden Idők 100 Legjobb Dokumentumfilmje közé (1996).
- A Szabolcs-Szatmár-Bereg megyei Pócspetri díszpolgárává avatta.[7]
- A Magyar Filmszemle dokumentumfilmes kategória fődíja Ember Judit-díj lett 2008 óta.[8]
- A Los Angeles-i Magyar Dokumentumfilm Fesztivál keretein belül is létrehozták az „Ember Judit-díj”-at. Bokor Balázs nagykövet, Los Angeles-i főkonzul hangsúlyozta: „A fesztivál 2010-es beindításakor és azóta is folyamatosan azt kívántuk hangsúlyozni, hogy a magyar dokumentumfilm egyik ikonjának, Ember Juditnak emléket kívánunk állítani azzal, hogy róla nevezzük el a fesztivál díját.”[9]
- 2012 óta, minden évben, A Nemzeti Média- és Hírközlési Hatóság Médiatanácsa „Ember Judit Pályázat” néven háromszakaszos nyílt beadású háromfordulós pályázati eljárást hirdet meg dokumentumfilmek gyártásának támogatására 300 millió forint keretösszegben.[10]
- Utcát neveztek el Ember Juditról (Pócspetri, 2014).[11]
- A Budapesti 13. kerületi Főpolgári Hivatal emléktáblát állitott Ember Judit emlékére (2016).[12]